# 愛言葉 (redballoonの曲)
「愛言葉」（あいことば）は、redballoonの7枚目のシングル。2009年10月14日にTRICK STARから発売された。

## 解説
前作『青春の詩』のリリースから1年1ヶ月でのシングル。
シングルでは初のバラードソング。
PVは写真の連続撮影でコマ送りの動画のように見せる手法を用いてる。

## 収録曲
全曲 作詞/作曲：村屋光二
1. 愛言葉
  - 大切な人への不器用な想いを綴った珠玉の純愛ソング
2. 僕らのSOS
3. one way